# Вельск
Вельск — город в России, административный центр Вельского района Архангельской области.
Площадь — 2650 га.

Население — 21 406 чел. (2023).
Город расположен на левом берегу реки Ваги при впадении в неё реки Вель, в 510 км к югу от Архангельска у границы с Вологодской областью.

## История
Населённый пункт впервые упоминается в 1137 году в уставе новгородского князя Святослава Ольговича как пункт сбора церковной дани, в летописи 1397 года упоминается как волость Вель.
В 1462 году, в результате упорной борьбы Новгородской республики и московских князей, Вельский погост в составе Важской волости стал принадлежать Великому княжеству Московскому, а в 1550 году он становится Вельским посадом.
В 1708 году Вельск вошёл в состав вновь сформированной Архангелогородской губернии. В дальнейшем Вельск находился в Верховажской половине Важского уезда (с 1715 по 1719 год — Важская доля, до 1727 года — дистрикт) Вологодской области Вологодского наместничества, выделенного из Архангелогородской губернии 25 января 1780 года в соответствии с реформой Екатерины II. 30 июня 1780 года наместничество было официально открыто, Вельск получил статус уездного города, и Вельский уезд, образованный из Верховажской половины, стал частью Вологодского наместничества.
2 октября 1780 года был Высочайше утверждён герб Вельска: «В первой части герб Вологодский. Во второй части дёгтем наполненная бочка в золотом поле — в знак, что обыватели сего города оным производят знатный торг».
31 декабря 1796 года Павлом I наместничества упразднены, и Вельск вместе с уездом надолго вошёл в состав Вологодской губернии. В XIX веке Вельск — центр льняного производства, а также изготовления продуктов из древесины (смола, скипидар, дёготь и др.). Известность получили вельские ярмарки.
16 июня 1858 года в Вельске побывал император Александр II.
С 80-х годов XIX века Вельск становится местом политической ссылки. В разное время в городе находились в ссылке Пётр Смидович (видный деятель революционного движения в России), Павел Бляхин (автор известной книги «Красные дьяволята»), Пётр Моисеенко (организатор Морозовской стачки в Орехово-Зуеве). В 1850-х годах в Вельске был в ссылке писатель Александр Левитов, с 1866 по 1867 год — революционер-народник Порфирий Войноральский (Войнаральский).
После Октябрьской революции Вельск продолжал оставаться центром Вельского уезда Вологодской губернии. Непродолжительное время (апрель — декабрь 1918 года) уезд входил в Союз коммун Северной области, пока Вологодская губерния не вышла из этого административного образования.
14 января 1929 года Вологодская губерния была упразднена, а Вельский уезд вошёл в состав Северного края. Через полгода, 15 июля 1929 года, уезд был преобразован в Вельский район в составе Няндомского округа Северного края.
С 1934 по 1937 год в Вельске пребывал в ссылке осуждённый по «делу работников центральных реставрационных мастерских» известный советский реставратор Николай Померанцев.Ссыльный активно занимался разведением цветов, устройством скверов и аллей, построил первую в городе оранжерею, работал музыкальным руководителем детского сада № 2, открыл кружок хорового пения, собирал и записывал народные песни.
5 декабря 1936 года, когда Северный край был упразднён, Вельск стал одним из районных центров Северной области.
С 23 сентября 1937 года является центром Вельского района Архангельской области.

## География

### Климат
Климат Вельска умеренно континентальный.
- Среднегодовая температура воздуха — +2,7 °C
- Относительная влажность воздуха — 77,7 %
- Средняя скорость ветра — 1,5 м/с

| Показатель                                                                                         | Янв.  | Фев.  | Март  | Апр.  | Май  | Июнь | Июль | Авг. | Сен. | Окт. | Нояб. | Дек.  | Год   |
| -------------------------------------------------------------------------------------------------- | ----- | ----- | ----- | ----- | ---- | ---- | ---- | ---- | ---- | ---- | ----- | ----- | ----- |
| Абсолютный максимум, °C                                                                            | 8,5   | 9,4   | 15,1  | 27,1  | 30,9 | 35,5 | 35,2 | 35,6 | 28,2 | 22,2 | 11,0  | 7,6   | 35,6  |
| Средний суточный максимум, °C                                                                      | −9,5  | −7,5  | 0,1   | 7,7   | 14,9 | 20,3 | 22,7 | 19,5 | 13,1 | 5,5  | −2,9  | −7,1  | 6,8   |
| Средняя температура, °C                                                                            | −12,4 | −10,9 | −4,2  | 2,7   | 9,5  | 14,8 | 17,3 | 14,4 | 8,9  | 2,7  | −4,8  | −9,5  | 2,7   |
| Средний суточный минимум, °C                                                                       | −16,3 | −15,2 | −8,9  | −2,4  | 3,4  | 8,9  | 11,8 | 9,4  | 4,8  | −0,1 | −7,6  | −12,9 | −1,8  |
| Абсолютный минимум, °C                                                                             | −44,5 | −38,7 | −32,2 | −22,2 | −7,8 | −2,7 | 1,6  | −2,2 | −8,2 | −20  | −33,9 | −38,9 | −44,5 |
| Норма осадков, мм                                                                                  | 38    | 35    | 41    | 49    | 54   | 67   | 76   | 79   | 65   | 56   | 45    | 41    | 645   |
| Источник: Вельск, Российская федерация. Архив климатических данных. Архивировано 15 мая 2012 года. |       |       |       |       |      |      |      |      |      |      |       |       |       |

## Население
| 1856    | 1859    | 1897    | 1913    | 1926    | 1931    | 1939    | 1959    | 1967    | 1970    | 1979    |
| ------- | ------- | ------- | ------- | ------- | ------- | ------- | ------- | ------- | ------- | ------- |
| 800     | ↗1032   | ↗1996   | ↗3000   | ↗3500   | →3500   | ↗6700   | ↗16 938 | ↗19 000 | ↗21 899 | ↗24 556 |
| 1989    | 1992    | 1996    | 1998    | 2000    | 2001    | 2002    | 2003    | 2005    | 2006    | 2007    |
| ↗25 967 | ↗26 800 | ↘26 400 | →26 400 | ↘26 200 | ↘25 900 | ↗26 241 | ↘26 200 | ↗26 300 | ↘26 200 | ↘26 100 |
| 2008    | 2009    | 2010    | 2011    | 2012    | 2013    | 2014    | 2015    | 2016    | 2017    | 2018    |
| ↘26 000 | ↘25 929 | ↘23 885 | ↘23 820 | ↘23 575 | ↘23 401 | ↘23 126 | ↘23 025 | ↘22 856 | ↘22 776 | ↘22 482 |
| 2019    | 2020    | 2021    | 2023    |         |         |         |         |         |         |         |
| ↘22 311 | ↗22 328 | ↘21 613 | ↘21 406 |         |         |         |         |         |         |         |

На 1 января 2025 года по численности населения город находился на 620-м месте из 1124 городов Российской Федерации.

## Транспорт
Вельск — железнодорожная станция на линии Москва — Котлас — Воркута. Строительство в 1940-х гг. Севдвинлагом Печорской (ныне Северной) железной дороги сыграло большую роль в развитии города.
Мимо Вельска проходит автодорога М8 «Холмогоры» Москва — Вологда — Архангельск. Через М8 Вельск соединяется с Долматово, откуда начинается автодорога Р2, связывающая Вельский район с Карелией.
В 4 км к югу от города имеется аэропорт со взлётно-посадочной полосой с твёрдым покрытием, способный принимать пассажирские самолёты среднего класса (регулярные пассажирские перевозки в настоящее время не осуществляются, аэродром используется при выполнении санитарных заданий и авиационных работ). В настоящее время ведётся реконструкция аэропорта. В сентябре 2018 года завершено асфальтирование и удлинение взлётно-посадочной полосы до 1800 метров для приёма более крупных воздушных судов. В 2019 году планируется построить новый аэровокзал площадью 840 квадратных метров, а во второй половине 2019 года — открыть регулярное авиасообщение с городами Северо-Запада. Проект реализуется за счёт группы компаний УЛК.
В городе действует 5 городских маршрутов.

## Экономика
Вельск — центр лесной и лесохимической промышленности (леспромхоз, лесоперевалочная база и др.). Также в городе работают асфальтобетонный завод, мясной и молочный комбинаты, хлебокомбинат, птицефабрика (сгорела 25 февраля 2015 года), осуществляется производство лимонада и разлив артезианской воды.
Действует современная Вельская газотурбинная ТЭЦ (введена в эксплуатацию весной 2003 года, функционирует на базе двух газовых турбин ГТ-009, работающих на природном газе) мощностью 18 МВт.
21 февраля 2021 года запущено производство молока с высоким содержанием селена, благодаря чему оно обладает антиоксидантными свойствами и рекомендовано к употреблению людям, которые борются с онкологическими заболеваниями и нуждаются в повышении иммунных сил организма. Выпуск такой продукции стал возможным благодаря возобновлению работы Вельского молочного завода, вошедшего в состав «Устьянской молочной компании».

## Социальная сфера
Площадь земель в пределах городской черты на 1 января 2009 года — 26 500 тыс. м², в том числе застроенных земель — 9340 тыс. м², площадь зелёных насаждений, за исключением неблагоустроенных лесов — 3940 тыс. м². В городе проложено около 130 улиц и переулков. Главной магистралью райцентра, проходящей через него с севера на юг, является улица Дзержинского (бывшая Вологодская улица), которая пересекает площадь Ленина (бывшая Торговая, а затем Свободы).
На территории города располагаются центральная районная больница, поликлиника, государственное стационарное учреждение социального обслуживания, психоневрологический интернат, районная стоматологическая поликлиника, межрайонная станция переливания крови, филиал областного центра медицины катастроф.

## Образование
В Вельске открыты филиалы нескольких высших учебных заведений:
- МАТИ — Российский государственный технологический университет имени К. Э. Циолковского;
- Международный институт управления;
- Московский современный гуманитарный институт[33].

В городе также располагаются 2 учреждения среднего профессионального образования (Вельский сельскохозяйственный техникум, Вельский экономический техникум), 5 средних общеобразовательных учреждений, 3 учреждения начального профессионального образования, центр психолого-педагогической реабилитации и коррекции.
Система дополнительного образования представлена детской художественной школой, детско-юношеским центром, домом детского творчества, детской спортивной школой.

## Достопримечательности
Вельск примечателен в плане истории, культуры, туризма. Широко представлены в городе памятники местного значения: здания гражданской архитектуры, административного, культурно-просветительского значения. Наиболее ценной с точки зрения сохранения архитектурного наследия является исторически сложившаяся центральная часть города, по-прежнему играющая роль городского центра. Главная площадь города представлена зданиями суда, прокуратуры, краеведческого музея, налоговой инспекции, дома культуры.
Вельский краеведческий музей имени В. Ф. Кулакова
Музей был создан в 1919 году на основе уникального собрания предметов старины местного крестьянина. Располагается в зданиях центральной части города, построенных в начале XX века.
В конце 2018 года на территории краеведческого музея в восстановленном старинном доме Кичёва 1884 года постройки, расположенном в историческом центре города, открылся первый и единственный в регионе музей домовых росписей Поважья (местности по берегам реки Вага), где можно полюбоваться уникальными росписями известных важских «маляров» Петровских.
В 2019 году еще одно выставочное пространство музея открылось в историческом памятнике — доме торгующего крестьянина Василия Шичёва. Здесь разместилась новая экспозиция, в которой представлены уникальные экспонаты, часть из которых пролежала в запасниках несколько десятков лет из-за отсутствия помещения, оборудованного современными системами поддержания микроклимата. К примеру, клад Смутного времени был найден на берегу реки Вель близ поселка Шунема еще в середине 60-х годов XX века, в середине 1990-х годов был отреставрирован в Санкт-Петербурге, но не экспонировался ранее. В экспозиции представлено уникальное подвесное пасхальное яйцо конца XIX века, подобного которому, по словам экспертов, в музеях России больше нет.
Центральная библиотека им. А.Ф. Орлова.

## Пресса
В городе выходят газеты «Вельские вести», «Вельская неделя» и «Вельск-Инфо».

## Радио
- 69,92 — (Молчит) Радио России / Радио Поморье (Погост)
- 71,84 — (Молчит) Радио Маяк (Погост)
- 72,62 — Радио России / Радио Поморье (Молчит)
- 102,0 — Уездное радио
- 102,4 — Европа Плюс
- 103,5 — Радио 29
- 104,4 — Радио России / Радио Поморье

## Прочее

### Названы именем Вельска
10 октября 1960 года на Гданьской судостроительной верфи был спущен на воду четырёхтрюмный углерудовоз под названием «Вельск», переданный для эксплуатации Северному морскому пароходству. Через 10 лет он был переведён в Литовское морское пароходство. В 1985 году утилизирован в Испании.
С 1966 года в порту Архангельска работала грунтоотвозная шаланда «Вельская», построенная в Риге. В 1999 году была переименована в «Онежскую», 6 декабря 2012 года затонула в районе порта Усть-Луга, после чего была поднята и отремонтирована.
В 1973 году в Котласе был построен речной буксирный теплоход «Вельск» (регистровый номер 177014, порт приписки тот же).
В 2022 году сооружен самолет Superjet 100 (RA-89022) под названием "Тройка", с изображением герба города Вельска и надписью "Velsk", самолет «Тройка» символично получил имя Вельска Архангельской области, благодаря  Хорошевскому коневодческому комплексу, в котором с 2014 года началось возрождение Вельской тройки лошадей. Ежегодно в Вельске проходят скачки — «Гордость Поморья» — одни из лучших конноспортивных соревнований на Северо-Западе России.

### Криминал
В 1998—1999 годах в окрестностях Вельска маньяком Шипиловым, на тот момент находившимся в заключении, было совершено убийство девяти женщин.
С июня 2011 по январь 2014 года в Вельске отбывал срок заключения Платон Лебедев.